# Cappella di San Rocco (Trofarello)
La cappella di San Rocco a Trofarello fa parte del complesso architettonico del castello di Trofarello. La sua costruzione risale al 1762 e fu voluta dal conte Giacinto Amedeo Vagnone, vescovo di Alba e Abate di San Mauro della Pulcherado, che incaricò il Vittone per la progettazione. Il 16 agosto del 1774 il conte ne consacrò l'altare.

## Struttura

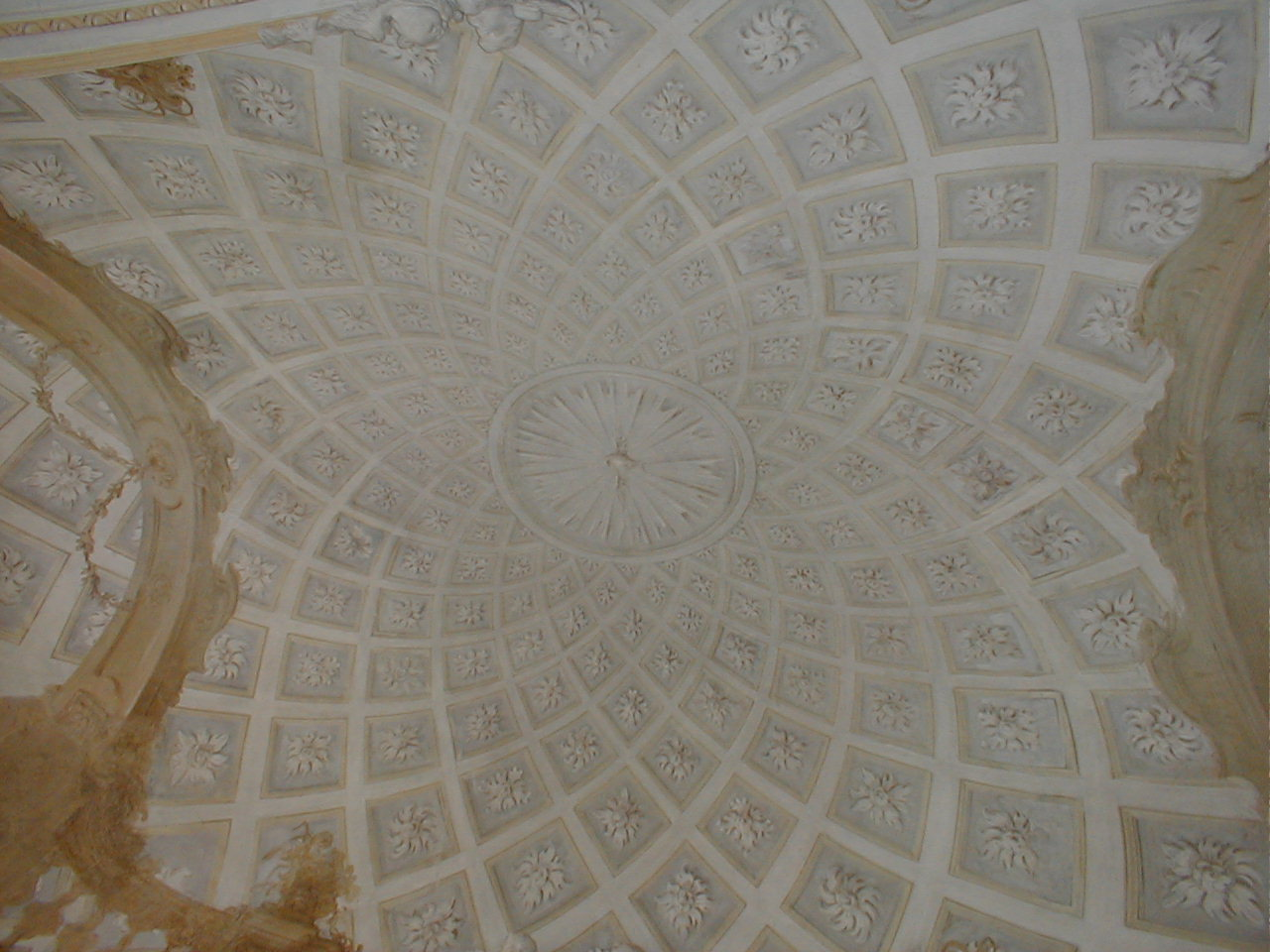
Particolare del soffitto restaurato

La cappella di San Rocco è a pianta ellittica e presenta una copertura a volta anch'essa a forma ellittica dipinta a cassettoni. All'interno sono presenti fregi decorativi e balaustra in prospettiva e alle pareti sono addossate sei coppie di paraste a finta scanalatura a capitello corinzio sorreggenti una trabeazione che fra coppia e coppia s'inarca lasciando, sui fianchi, lo spazio per due finestre cordiformi. Alle pareti, negli sfondali laterali, due affreschi di scarso valore. 
L'altare, con statua di S. Rocco, ha forma barocca ed è fatto con ricchi marmi policromi.
La facciata principale, convessa, è realizzata ha due ordini, separati da una fascia a metope e triglifi. Al centro di quello inferiore s'apre la porta d'ingresso sormontata da frontone triangolare; in quello superiore una finestra cordiforme con cornice mistilinea. Un frontone triangolare sormontato da quattro vasi a fiaccole, corona il progetto; nel timpano è situato lo stemma gentilizio dei Vagnone (bandato d'argento e di verde, la seconda banda d'argento carica di una spada, di rosso).

## Restauro
Nel tempo la proprietà della Cappella si è differenziata da quella del Castello e contestualmente è stata oggetto di interventi di recupero, mai andati a buon fine. Nel 1950 il dott. Guglielmo Lange attestava che la cappella era in buono stato di conservazione.
Tra il 1997 e il 1999 la cappella di San Rocco è stata oggetto di interventi di restauro. Tali interventi hanno permesso il restauro integrale dell'immobile, cioè il recupero degli affreschi e decorazioni, la posa di una nuova pavimentazione, il recupero/rifacimento degli infissi e l'applicazione di nuovi corpi illuminanti, mentre per l'esterno è stato realizzato il recupero della facciata.
Prima degli interventi di restauro, la cappella di San Rocco presentava le condizioni di un degrado bloccato a seguito della manutenzione alla copertura (sostituzione dei coppi rotti e dell'orditura fatiscente) avvenuta anni prima. Il degrado presente sull'immobile, sia all'interno che all'esterno, era stato causato dall'abbandono del medesimo.

## Nell'arte
La cappella è il soggetto di un dipinto del 1958 della pittrice piemontese Pina Martellini, intitolato: "Cappella dello Juvarra a Trofarello". Dal titolo si evince come secondo alcuni la paternità della cappella sarebbe da attribuire allo Juvarra e non al Vittone.